# Норуэй (тауншип, округ Китсон, Миннесота)
Норуэй (англ. Norway) — тауншип в округе Китсон, Миннесота, США. На 2000 год его население составило 94 человека.

## География
По данным Бюро переписи населения США площадь тауншипа составляет 91,1 км², из которых 90,8 км² занимает суша, а 0,4 км² — вода (0,40 %).

## Демография
По данным переписи населения 2000 года здесь находились 94 человека, 40 домохозяйств и 28 семей. Плотность населения —  1,0 чел./км². На территории тауншипа расположено 49 построек со средней плотностью 0,5 построек на один квадратный километр. Расовый состав населения: 95,74 % белых и 4,26 % приходится на две или более других рас. Испанцы или латиноамериканцы любой расы составляли 1,06 % от популяции тауншипа.
Из 40 домохозяйств в 25,0 % воспитывались дети до 18 лет, в 62,5 % проживали супружеские пары, в 2,5 % проживали незамужние женщины и в 30,0 % домохозяйств проживали несемейные люди. 27,5 % домохозяйств состояли из одного человека, при том 22,5 % из — одиноких пожилых людей старше 65 лет. Средний размер домохозяйства — 2,35, а семьи — 2,86 человека.
23,4 % населения — младше 18 лет, 3,2 % — в возрасте от 18 до 24 лет, 25,5 % — от 25 до 44, 28,7 % — от 45 до 64, и 19,1 % — старше 65 лет. Средний возраст — 43 года. На каждые 100 женщин приходилось 104,3 мужчин. На каждые 100 женщин старше 18 приходилось 111,8 мужчин.
Средний годовой доход домохозяйства составлял 32 188 долларов, а средний годовой доход семьи —  38 125 долларов. Средний доход мужчин —  31 500  долларов, в то время как у женщин — 21 250. Доход на душу населения составил 14 754 доллара. За чертой бедности находились 3,7 % семей и 7,1 % всего населения тауншипа, из которых 9,5 % старше 65 лет.